# Сан-Мигель (Чили)
Сан-Мигель (исп. San Miguel) — коммуна в Чили. Одна из городских коммун города Сантьяго. Входит в состав провинции Сантьяго и Столичной области.

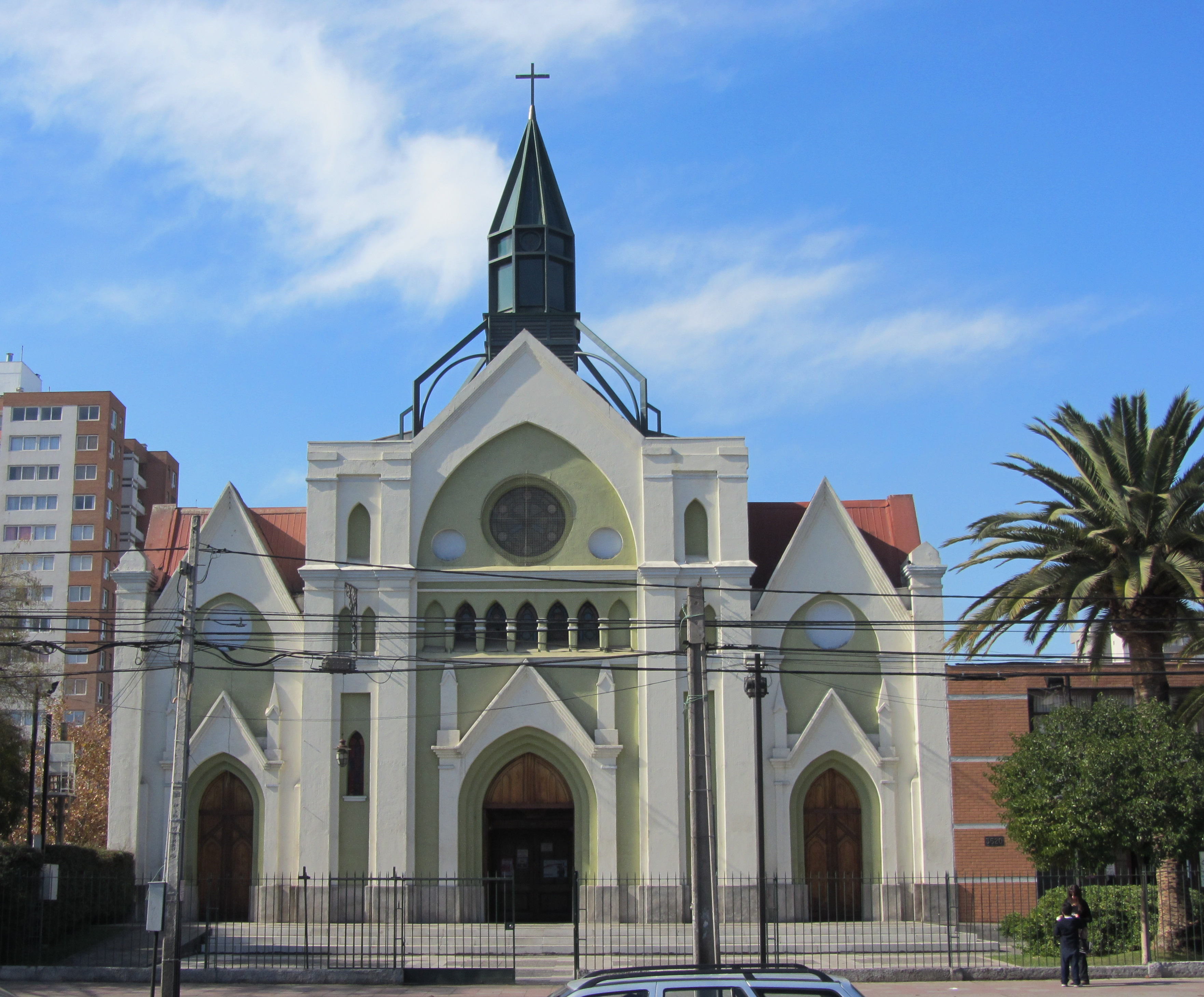
Церковь Сан-Мигель-Архангель

Территория — 10 км². Численность населения — 107 954 жителя (2017). Плотность населения — 10 795,4 чел./км².

## Расположение
Коммуна расположена на юге города Сантьяго.
Коммуна граничит:
- на севере — c коммуной Сантьяго
- на востоке — с коммуной Сан-Хоакин
- на юге — c коммуной Ла-Систерна, Сан-Рамон
- на западе — c коммуной Педро-Агирре-Серда

## Демография
Согласно сведениям, собранным в ходе переписи 2017 г. Национальным институтом статистики (INE),  население коммуны составляет:

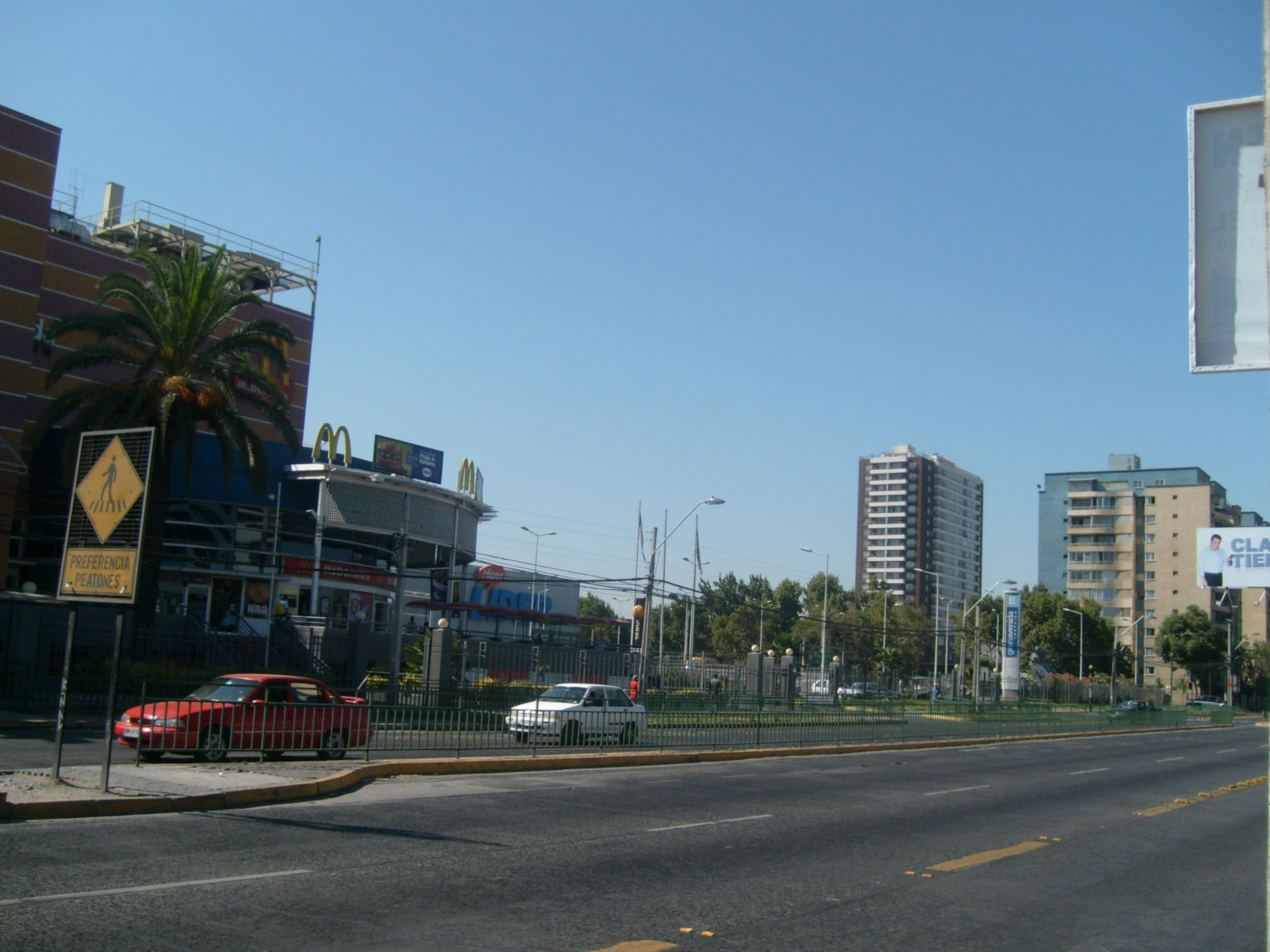

| Полное население                          | Полное население                          | Полное население                          | Полное население                          | Полное население                          | 107 954 |
| ----------------------------------------- | ----------------------------------------- | ----------------------------------------- | ----------------------------------------- | ----------------------------------------- | ------- |
| в том числе:                              | Городское население                       | 107 954                                   | Процент городского населения, %           | 100                                       |         |
|                                           | Сельское население                        | 0                                         | Процент сельского населения, %            | 0                                         |         |
|                                           | Мужское население                         | 50 738                                    | Процент мужского населения, %             | 47,00                                     |         |
|                                           | Женское население                         | 57 216                                    | Процент женского населения, %             | 53,00                                     |         |
| Плотность населения, чел./км²             | Плотность населения, чел./км²             | Плотность населения, чел./км²             | Плотность населения, чел./км²             | Плотность населения, чел./км²             | 10795,4 |
| Население коммуны в % к населению области | Население коммуны в % к населению области | Население коммуны в % к населению области | Население коммуны в % к населению области | Население коммуны в % к населению области | 1,52    |

| Динамика изменения населения коммуны | Динамика изменения населения коммуны | Динамика изменения населения коммуны | Динамика изменения населения коммуны |
| ------------------------------------ | ------------------------------------ | ------------------------------------ | ------------------------------------ |
| 1992                                 | 2002                                 | 2012                                 | 2017                                 |
| 82 869                               | 78 872▼                              | 90 846▲                              | 107 954▲                             |